# الینوود (کانزاس)
الینوود (به انگلیسی: Ellinwood) شهری در ایالت کانزاس کشور ایالات متحده آمریکا است که جمعیت آن در سرشماری سال ۲۰۱۰ میلادی، ۲٬۱۳۱ نفر بوده‌است.